# Mörkösaari (ö i Mellersta Finland)
Mörkösaari är en liten ö i Finland. Den ligger i sjön Vatianjärvi och i kommunen Laukas i den ekonomiska regionen  Jyväskylä  och landskapet Mellersta Finland, i den centrala delen av landet, 270 km norr om huvudstaden Helsingfors. Öns area är 0,4 hektar och dess största längd är 150 meter i nord-sydlig riktning.